# Николай Савичев
Николай Савичев е бивш съветски и руски футболист. Заедно със своят брат-близнак Юрий са едни от най-добрите футболити на Торпедо Москва от 80-те години. От 2014 г. Николай е старши треньор на Торпедо.

## Кариера
Започва кариерата си във ФШМ Москва заедно с брат си. През 1984 те преминават в Торпедо. Николай дебютира в мач срещу Черноморец (Одеса). На 21 ноември 1988 дебютира за СССР срещу Сирия. Също така е и капитан на олимпийския отбор, но не попада в състава за Сеул 1988. В началото на 90-те е измъчван от травми на менискуса и претърпява операции в Гърция. В края на 1993 отива на изследвания в Швеция, където му казват, че ако продължи да играе футбол, ще се наложи ампутация на крака. След това Савичев решава да се откаже от футбола. Последният му мач е финалът за купата на Русия срещу ЦСКА, в който Торпедо побеждава.
През 1986 печели купата на СССР, а през 1988 и 1991 – трето място в шампионата на СССР. Николай попада на 2 пъти в „Списък 33 най-добри“ – под номер 2 през 1988 и 1990.
През 2001 поема дубълът на Торпедо-ЗИЛ. От 2003 до 2010 е треньор на юношите на Русия. През 2011 Савичев се връща в Торпедо, но този път като помощник-треньор. В края на 2012 е временен наставник на Торпедо, преди отборът да бъде поет от Борис Игнатиев.